# Галифакс (база Канадских вооружённых сил)
Ба́за Кана́дских вооружённых сил Га́лифакс (англ. Canadian Forces Base Halifax, CFB Halifax) — военно-морская база на восточном побережье Канады, порт приписки Атлантического флота, известного как ВМС в Атлантическом океане.
В настоящее время является крупнейшей базой Канадских вооружённых сил по численности личного состава; сформирована путём объединения военных объектов, расположенных около стратегически важной Галифаксской гавани в Новой Шотландии.
Составные части базы:
- Канадская верфь Её Величества
- Стадакона (ККЕВ Стадакона)
- АСКВС Бедфорд
- ККЕВ Тринити
- Шируотерский аэродром для вертолётов